# Exeter (contea di Berks)
Exeter è una township degli Stati Uniti d'America, nella contea di Berks nello Stato della Pennsylvania. Secondo il censimento del 2000 la popolazione è di 21.161 abitanti.

## Società

### Evoluzione demografica
La composizione etnica vede una maggioranza della razza bianca (95,37%), seguita da quella afroamericana (2,05%) dati del 2000.
| township di Exeter Popolazione |        |
| 2000                           | 21.161 |
| Stima al 2009                  | 25.335 |